# Kadabagere, Bangalore North
Kadabagere là một làng thuộc tehsil Bangalore North, huyện Bangalore Urban, bang Karnataka, Ấn Độ.